# Tujiko Noriko
Tujiko Noriko (japoneză ツジコノリコ, născută ca 辻子紀子 Tsujiko Noriko, 1976, Osaka, Japonia) este o muziciană japoneză de avant-pop și muzică experimentală, comparată uneori cu múm și Björk. Majoritatea cântecelor ei sunt alcătuite din simple-uri electronice adăugate atent unul deasupra altuia, cu vocea pe prim-plan. Versurile sunt scrise atât în japoneză, cât și în engleză. Tujiko Noriko a colaborat cu Peter „Pita” Rehberg, cu ajutorul căruia a lansat albumul Stéréotypie. Astăzi, trăiește în Paris și lucrează pe pelicule scurte.

## Discografie

### Albume de studio
- 2000: Keshou To Heitai / Makeup and Soldiers
- 2000: Shojo Toshi / Girl City
- 2002: Hard Ni Sasete / Make Me Hard
- 2003: From Tokyo to Naiagara
- 2005: Blurred in My Mirror
- 2007: Solo

### Lansări colaborative
- 2004: Stéréotypie (cu Peter „Pita” Rehberg)
- 2005: 28 (cu Aoki Takamasa)
- 2008: U (cu Lawrence English și John Chantler)

### Alte lansări
- 2002: I Forgot the Title (EP)
- 2006: Shojo Toshi+ (relansare cu piese adiționale)
- 2008: Trust (album de remix-uri)